# Доллар Тувалу
До́ллар Тува́лу — одна из денежных единиц Тувалу, неофициальным валютным кодом которой является TVD .  В денежном эквиваленте приравнена к австралийскому доллару.

## История
В период с 1966 по 1976 год на островах находились в обращении только австралийские доллары. Но в 1976 году появился доллар Тувалу, который существует только в виде монет (в качестве банкнот используются австралийские доллары). В стране отсутствует центральный банк.

## Монеты
В 1976 году в обращение были введены монеты номиналом 1, 2, 5, 10, 20, 50 центов и 1 доллар. Бронзовые монеты номиналом 1 и 2 цента и медно-никелевые монеты номиналом 5, 10 и 20 центов были того же размера и состава, что и соответствовавшие им монеты австралийского доллара. Тем не менее круглая медно-никелевая монета в 50 центов отличалась от двенадцатиугольной австралийской монеты. Девятиугольная медно-никелевая монета в 1 доллар появилась на 8 лет раньше, чем такая австралийская монета. Монеты номиналом 1 и 2 цента впоследствии вышли из обращения.
Королева Елизавета ll изображена на всех монетах Тувалу. Существовали призывы политиков упразднить монархию Тувалу и убрать её суверенные изображения на всех будущих монетах, однако большинством голосов было решено отказаться от этой идеи.
Изображение каждой из монет:
| Изображение | Изображение | Номинал   | Диаметр  | Материал              | 1976-1994 | 1976-1994         |
| Аверс       | Реверс      | Номинал   | Диаметр  | Материал              | Аверс     | Реверс            |
| ----------- | ----------- | --------- | -------- | --------------------- | --------- | ----------------- |
|             |             | 1 цент    | 18 мм    | Бронза                | Королева  | Лямбис            |
|             |             | 2 цента   | 21 мм    | Бронза                | Королева  | Скат              |
|             |             | 5 центов  | 19 мм    | Медно-никелевый сплав | Королева  | Тигровая акула    |
|             |             | 10 центов | 24 мм    | Медно-никелевый сплав | Королева  | Красноглазый краб |
|             |             | 20 центов | 29 мм    | Медно-никелевый сплав | Королева  | Летающая рыба     |
|             |             | 50 центов | 32 мм    | Медно-никелевый сплав | Королева  | Осьминог          |
|             |             | 1 доллар  | 30-35 мм | Медно-никелевый сплав | Королева  | Морская черепаха  |

## Банкноты
В 1942 колониальным правительством Острова Гильберта и Эллис были выпущены банкноты номиналом 1, 2, 5 и 10 шиллингов и 1 фунт, эквивалентные австралийскому фунту.
С 1966 официальной валютой Тувалу являлся австралийский доллар, используемый в виде банкнот до и после обретения независимости страны. Изначально существовали лишь купюры достоинством в 1, 2, 5 и 10 долларов, но позже в обращение были введены и более высокого номинала. После получения независимости банкнота в 1 доллар была изъята из обращения для повышения использования однодолларовой монеты.